# سنية مبارك
سنية مبارك مغنية تونسية، شغلت منصب وزيرة الثقافة التونسية في حكومة الحبيب الصيد من يناير إلى أغسطس 2016. ولدت عام 1969 بصفاقس.

## حياتها
غنّت في سن التاسعة لأول مرة منفردة أغاني تقليدية بقيادة الموسيقار الطاهر غرسة على خشبة المسرح البلدي بتونس. كان أول ظهور تلفزي لها في سن الثانية عشر، حيث غنت أغنية للأطفال ألفها وغناها معها الفنان عدنان الشواشي، وهي إحكيلي عليها يا بابا. لاقت هذه الأغنية نجاحاً واسعاً، وهو ما مهّد مسيرتها الفنية.
درست في المعهد الوطني للموسيقى في تونس وتخرجت منه عام 1986 في الموسيقى العربية. اختيرت أفضل صوت لسنة 1987 في مهرجان الأغنية التونسية، حيث فازت بجائزة أفضل أغنية مع الملحن التونسي رشيد يدس (خلي الحزن بعيد عليك). أقامت عام 1990 أول حفل لها بالمهرجان الدولي بالحمامات، مستوحى من موسيقى العالَم بعنوان «موسيقى بلا حدود».
متحصلة على الأستاذية في الحقوق (قانون العام) و شهادة في الدراسات المعمقة (D.E.A) في العلوم السياسية من كلية الحقوق والعلوم السياسية بتونس المنار، وحاليا بصدد إعداد دكتوراه في العلوم السياسية عضوة باحثة بمختبر الدولة- الثقافة- المجتمع بكلية الحقوق والعلوم السياسية بتونس 2007 - 2010 . عضوة بالمرصد التونسي الانتقال الديمقراطي منذ 2011. 
أول امرأة وفنانة تونسية تترأس مهرجان قرطاج الدولي في دورته 50 و 51. (2014 و 2015). قبل تعيينها على رأس وزارة الثقافة .

## الصغر
في سن التاسعة غنت أغاني من التراث التونسي، وأول أداء منفرد كان تحت إشراف الطاهر غرسة فوق خشبة المسرح البلدى بولاية تونس. في سن 12, كان لسنيا مبارك أول ظهور تلفزيوني مع عدنان الشواشي وأدت أغنية موجهة للأطفال بعنوان : إحكيلي عليها يا بابا. نجاح الأغنية سبب انطلاقها في المجال الفني. 

تلميذة بالمعهد الوطني للموسيقى بتونس سنة 1986, تحصلت على شهادة في الموسيقى العربية ثم توجت أفضل صوت خلال مهرجان الأغنية التونسية 1987 حيث تحصلت على جائزة أفضل أغنية مع الملحن التونسي رشيد يدّز (خاي الحزن بعيد عليك).

## التطور المهني
متحصلة على شهادة موسيقى عربية، تقدم عروض غنائية بتونس وبكل أنحاء العالم وهي حاليا مساعدة تعليم عالي بالمعهد العالي للعلوم الموسيقية بتونس اختصاص حقوق الإنسان وحقوق التأليف والتصرف في المشاريع والعقود الفنية كما أنها مختصة في تعليم تقنيات الغناء العربي والأندلسي وتقوم بتنشيط ورشات ومحاضرات حول الموسيقى والغناء الأندلسي بتونس العالم العربي أوروبا والولايات المتحدة الأمريكية.

## الألبومات
- الحرية (1992)
- طرب (1994)
- تشويش (1997)
- تخت (1999)
- طير المنيار (2003)
- الرومانسيات (2004)

شغلت منصب مديرة مهرجان الموسيقى التونسية (2005-2008)، عضوة وسفيرة النوايا الحسنة للجمعية التونسية لمكافحة السرطان (2006-2008) ، خبيرة ومستشارة فنية للمنظمة الغير حكومية «البستان» لنشر الثقافة العربية في الولايات المتحدة منذ عام 2012، سفيرة السياحة التونسية 2014. 
أدارت مهرجان قرطاج الدولي لسنتين (2014 و 2015) . و أصبحت وزيرة الثقافة يوم 6 جانفي 2016 بحكومة الحبيب الصيد.

## روابط خارجية
- Sonia M'Barek: Tunisian Singer with Roots in Medieval Iberian Kingdom The World, Public Radio International
- Écouter Ya Ghusna Naqa sur Oriental Tunes
- Écouter Ya Bahjat al-Rouh sur Oriental Tunes
- Écouter Bada Biqaddin sur Oriental Tunes